# Fructosamin
Fructosamin (Synonym: Fruktosamin, Fructosamine) ist ein Aminozucker der Fructose. Die Verbindung wurde zuerst von Emil Fischer 1886 synthetisiert.

## Klinische Bedeutung
D-Fructosamin kommt unter anderem als nichtenzymatische Modifikation von Blutproteinen (Glykation) vor. Beim Menschen und beim Hund werden vor allem Albumine, bei Katzen eher Globuline glykiert. Der Fructosamingehalt im Blut unterliegt viel geringeren Schwankungen als der Blutzuckerspiegel und repräsentiert aufgrund der Halbwertszeit der Proteine den mittleren Blutzuckerwert der vergangenen ein bis drei Wochen. Der Fructosamingehalt wird daher auch als „Blutzuckergedächtnis“ bezeichnet. Der Fructosamingehalt ist in der Diagnostik und für die Insulineinstellung für Diabetiker teilweise von Bedeutung, insbesondere dann, wenn der HbA1c-Wert (dieser ist ein Maß für den Blutzuckergehalt über einen längeren Zeitraum, etwa drei Monate) etwa bei hämolytischer Anämie wenig aufschlussreich ist.

## Veterinärmedizin
Eine besondere Bedeutung hat der Fructosamin-Wert bei diabetischen Katzen, da bei diesen der Blutzuckerwert enormen stressbedingten Schwankungen unterworfen ist. Der Fructosaminspiegel bei beginnender Zuckerkrankheit unterscheidet sich jedoch nicht von dem bei gesunden Katzen. Bei Störungen des Albumin-Haushaltes (Albuminmangel oder -überschuss im Blut) oder bei einem Eiweißverlust über den Urin (Proteinurie) ist der Fructosamin-Wert nicht aussagekräftig. Kurzfristige und vorübergehende Störungen der Blutzuckerkonzentration können ebenfalls nicht mittels des Fructosamin-Wertes erkannt werden.

## Referenzbereich
- Erwachsene: < 285 µmol/l
- Dialysepatienten: < 395 µmol/l[7]
- Hauskatze: < 200 µmol/l[8]
- Haushund: < 225 µmol/l[8]